# Le Golem de Londres
Le Golem de Londres (Dan Leno and the Limehouse Golem) est un roman policier de l'écrivain anglais Peter Ackroyd publié en 1994. À la fin du xixe siècle, les meurtres successifs de prostituées et d'une famille entière émeut la population de Londres. Des personnages fictifs et historiques se côtoient.
Le roman est publié en France en 1996 dans la collection 10/18, traduit par Bernard Turle.

## Résumé
En 1881, Elizabeth Cree, jeune femme de 31 ans, est pendue à la prison de Camberwell, accusée d'avoir empoisonné son mari John Cree.
Sept mois plus tôt, dans le quartier juif de Limehouse, des meurtres particulièrement atroces sont commis : des prostituées, un vieil érudit et une famille de commerçants. La population pense qu'ils sont l'œuvre du Golem de l'Est End, une créature issue de la tradition juive.
Elizabeth, surnommée Lisbeth du Marais de Lambeth, du nom du quartier pauvre où elle vivait avec sa mère qui ne pensait qu'au salut de son âme, nous raconte sa vie. Des chapitres intercalés dans le récit sont des extraits de son procès : elle affirme que son mari s'est suicidé en avalant l'arsenic qu'elle avait acheté pour tuer des rats. D'autres passages proviennent du journal de John Cree. Il y décrit en détail la manière dont il a perpétré les crimes attribués au golem et les pulsions qui l'incitent, trouvant son inspiration dans l'essai De l'assassinat considéré comme un des beaux-arts de Thomas de Quincey.
Le rêve de Lisbeth est de devenir comédienne après avoir vu dans un spectacle animé par l'humoriste Dan Leno. Elle finit par faire sa connaissance et introduite dans le monde du théâtre populaire elle devient elle-même une comédienne renommée. Elle est courtisée par un journaliste, John Cree, qu'elle épouse. Elle abandonne alors la scène pour adopter une vie bourgeoise.
John Cree fréquente la salle de lecture du British Museum. Il est assis entre le philosophe Karl Marx et le romancier George Gissing. Ces deux illustres personnages ainsi que Dan Leno seront chacun soupçonnés des meurtres avant d'être disculpés grâce à leurs alibis.

## Adaptation au cinéma
Le film britannique Golem, le tueur de Londres de Juan Carlos Medina est une adaptation du roman réalisée en 2016.